# Livio Summermatter
Livio Summermatter (n. 2 iunie 2002) este un sportiv ce a reprezentat Elveția. A participat la competiții asociate Jocurilor Olimpice în care a câștigat o medalie de bronz.

## Participări
Lista de mai jos prezintă principalele competiții la care a participat Livio Summermatter de-a lungul carierei.
- Jocurile Olimpice de iarnă pentru tineret din 2020[*][2]